# 项朝宗
项朝宗（1923年—2014年12月29日），苗族人，出生于云南麻栗坡猛硐乡，人称“苗王”。

## 生平
项朝宗是“苗王”项崇周之孙。1938年，项朝宗一家因苗、瑶械斗而前往越南避难。1941年回到猛硐。抗战结束后，项朝宗开始在当地组织一小支武装力量，之后其势力变得越来越大。后来，项朝宗开始接近麻栗坡的中共地下党梁展等人，帮助中共统治了猛硐、都竜，并被选为麻栗坡县农民协会主席。然而此后因为在梁展的认可下越共军队进驻猛硐，项朝宗与越军、中共发生了矛盾，开始与驻越法军以及国民政府新任麻栗坡对汛督办吴时甫接触。1950年1月，中国人民解放军大部队驻进猛硐街，项朝宗自知无力对抗，与解放军达成交枪协议。然而解放军对其仍不信任，双方矛盾扩大，他于1951年初带领部下逃往越南，并谋划重新夺回猛硐。1953年4月，项朝宗最终决定率部回国、缴械投诚。
之后，项朝宗前往昆明参加云南民族学院政策研究班第二期的学习。1954年起，他历任第一至三届云南省政协常委。1979年起，又历任第四至八届云南省政协副主席。此外，他还是第五至九届全国政协常委。2014年12月29日在昆明逝世。